# José Benet Espuny
José Benet Espuny (Tortosa, 1 de agosto de 1920 – 13 de noviembre de 2010) fue un pintor y grabador español.
Hijo del tallista y dorador Felipe Benet Estupiñá. Recibió sus primeras clases artísticas de los hermanos Ricardo y Antonio Cerveto y del pintor Ferran Arasa Subirats. Durante la Guerra civil española fue miembro de la Leva del Biberón y en 1942 se matriculó en la Escuela Superior de Bellas Artes de Sant Jordi, pasando en 1945 a la Escuela Superior de Bellas Artes de San Fernando de Madrid. En 1955 se traslada a Nueva York y dos años más tarde a Venezuela donde se casó. Trabajó para la Revista Tricolor, para el Ministerio de Educación y para la revista El Farol producida por la petrolera Shell. En 1971 regresó a su ciudad natal.
Es considerado como uno de los pintores más importantes que ha dado Tortosa y un especialista en grabado.
En 2001 fue nombrado Socio Honorario de la Hispanic Society of America de Nueva York (EUA).